# Renault RS10
La Renault RS10 è una monoposto di Formula 1 che corse nel campionato mondiale del 1979. Particolarità peculiare era il motore Renault EF1, per la prima volta il 1500 cm³ era sovralimentato con due turbine prodotte dalla Kühnle, Kopp & Kausch dopo aver debuttato in versione a singola turbina Garrett Systems sulla vettura precedente. La Renault fu infatti la prima che credette nelle potenzialità dei motori turbo e nel 1977 entrò nella massima formula proprio con questo tipo di motore.
La RS10 fu la prima vettura a spinta da un motore turbo a vincere un Gran Premio di Formula 1, con il suo pilota Jabouille al Gran Premio di Francia del 1979. Una nuova strada era così stata aperta e ben presto tutte le altre squadre l'avrebbero seguita.
Il progettista fu il francese Michel Tétu. Tecnicamente la vettura era la tipica auto ad effetto suolo, derivata dalla storica Lotus 79, con pance molto lunghe e alettoni molto piccoli. Il telaio era in alluminio con il serbatoio alle spalle del pilota e i freni a disco sulle ruote.

## Risultati completi
| Anno | Team               | Motore                                         | Gomme | Piloti    |  |  |  |  |     |     |     |   |     |     |     |     |     |     |     | Punti | Pos. |
| ---- | ------------------ | ---------------------------------------------- | ----- | --------- |  |  |  |  | --- | --- | --- | - | --- | --- | --- | --- | --- | --- | --- | ----- | ---- |
| 1979 | Equipe Renault Elf | Renault EF1 1.5 V6 turbo (500BHP @ 11,000 RPM) | M     | Jabouille |  |  |  |  | Rit | Rit | NC  | 1 | Rit | Rit | Rit | Rit | 14* | Rit | Rit | 24    | 6º   |
| 1979 | Equipe Renault Elf | Renault EF1 1.5 V6 turbo (500BHP @ 11,000 RPM) | M     | Arnoux    |  |  |  |  | 9   | Rit | Rit | 3 | 2   | Rit | 6   | Rit | Rit | Rit | 2   | 24    | 6º   |

| Legenda | 1º posto     | 2º posto | 3º posto    | A punti         | Senza punti/Non class.  | Grassetto – Pole position Corsivo – Giro più veloce |
| Legenda | Squalificato | Ritirato | Non partito | Non qualificato | Solo prove/Terzo pilota | Grassetto – Pole position Corsivo – Giro più veloce |